# Nathan Jacobson
Pour les articles homonymes, voir Jacobson.
Nathan Jacobson (1910-1999) est un mathématicien américain né à Varsovie. Réputé comme l'un des algébristes de pointe de sa génération, il est aussi connu pour avoir écrit plus d'une douzaine de manuels de référence.

## Biographie
Il naît en Pologne (qui fait à l'époque partie de la Russie) dans une famille juive, qui émigre aux États-Unis en 1918. Il obtient sa maîtrise à l'université d'Alabama en 1930 et soutient en 1934, à l'université de Princeton, sa thèse de doctorat de mathématiques, intitulée Non-commutative polynomials and cyclic algebras et dirigée par Joseph Wedderburn.
Jacobson effectue son enseignement et sa recherche au Bryn Mawr College (1935-1936), à l'université de Chicago (1936-1937), à l'université de Caroline du Nord à Chapel Hill (1937-1943), et à l'université Johns-Hopkins (1943-1947) avant de rejoindre, en 1947, l'université Yale, où il reste jusqu'à sa retraite en 1981.
Il est membre de la National Academy of Sciences et de l'American Academy of Arts and Sciences. Il assume la charge de président de l'American Mathematical Society de 1971 à 1973, et reçoit d'elle en 1998 la distinction la plus élevée, le prix Steele, pour toute son œuvre. Il est aussi vice-président de l'Union mathématique internationale de 1972 à 1974.